# Still I Rise
Still I Rise is een album van 2Pac in samenwerking met de groep The Outlawz, met uitzondering van Hussein Fatal. Fatal verliet de groep omdat een aantal leden hadden getekend bij Death Row Records, tegen de beslissing van 2Pac in. Het album werd uitgebracht op 21 december 1999 door Interscope Records onder het Death Row label. Al het materiaal op het album is voorheen onuitgebracht. Het werd platina door RIAA.
Het album bevat de single "Baby Don't Cry (Keep Ya Head Up II)", vergelijkbaar in toon met andere populaire lyrische nummers als "Brenda's Got A Baby" en "Keep Ya Head Up". Het lied "Letter to the President" verscheen in de film Training Day (2001).

## Tracklist
| #  | Titel                                 | Producer                 | Artiest | Duur |
| -- | ------------------------------------- | ------------------------ | --- | ---- |
| 1  | "Letter to the President"             | QD III                   | - Intro: E.D.I. Mean - First verse: 2Pac - Chorus: 2Pac & C-Knight - Second verse: E.D.I. Mean - Chorus: E.D.I. Mean & C-Knight - Third Verse: Kastro - Fourth Verse: 2Pac - Fifth verse: Big Syke - Outro: 2Pac & C-Knight | 6:03 |
| 2  | "Still I Rise"                        | Johnny J                 | - Intro: Kastro - First verse: 2Pac - Chorus: Ta'He - Second verse: Yaki Kadafi - Third verse: Napoleon - Fourth verse: Young Noble - Fifth verse: Yaki Kadafi                                                              | 4:45 |
| 3  | "Secretz of War"                      | Johnny J                 | - Chorus: E.D.I. Mean - First verse: E.D.I. Mean - Second verse: 2Pac - Third verse: Yaki Kadafi - Fourth verse: Young Noble                                                                                                | 4:15 |
| 4  | "Baby Don't Cry (Keep Ya Head Up II)" | 2Pac, Soulshock & Karlin | - Intro: 2Pac - Chorus: 2Pac, H.E.A.T. (back) - First verse: 2Pac - Second verse: E.D.I. Mean - Third verse: Young Noble | 4:22 |
| 5  | "As the World Turns"                  | Darryl "Big D" Harper    | - Intro: 2Pac - First verse: 2Pac - Chorus: Darryl "Big D" Harper, 2Pac (back) - Second verse: Young Noble - Third verse: Napoleon - Fourth verse: E.D.I. Mean - Fifth verse: Yaki Kadafi                                   | 5:08 |
| 6  | "Black Jesuz"                         | 2Pac & L Rock Ya         | - Intro: 2Pac, Yaki Kadafi - First verse: Yaki Kadafi - Second verse: Storm - Chorus: 2Pac, Val Young - Third verse: Young Noble - Fourth verse: 2Pac - Fifth verse: Kastro - Outro: Kastro                                 | 4:29 |
| 7  | "Homeboyz"                            | Daz Dillinger            | - Intro: 2Pac - First verse: 2Pac - Second verse: Young Noble - Chorus: 2Pac - Third verse: 2Pac | 3:38 |
| 8  | "Hell 4 a Hustler"                    | Damon Thomas             | - First verse: 2Pac - Chorus: Outlawz - Second verse: E.D.I. Mean, Young Noble - Third verse: 2Pac - Outro: 2Pac | 4:56 |
| 9  | "High Speed"                          | Darryl "Big D" Harper    | - Intro: Kastro, 2Pac - First verse: 2Pac - Fourth verse: 2Pac - Second verse: Yaki Kadafi - Third verse: E.D.I. Mean - Outro: 2Pac, E.D.I. Mean                                                                            | 5:59 |
| 10 | "The Good Die Young"                  | Darryl "Big D" Harper    | - Intro: 2Pac - First verse: 2Pac - Chorus: Val Young - Second verse: Napoleon - Third verse: Young Noble - Fourth verse: Kastro - Fifth verse: E.D.I. Mean - Outro: 2Pac, Young Noble                                      | 5:42 |
| 11 | "Killuminati"                         | Tony Pizarro             | - First verse: 2Pac - Chorus: 2Pac, Kastro, Qierra Davis-Martin (harmony) - Second verse: E.D.I. Mean - Third Verse: Yaki Kadafi - Outro: 2Pac                                                                              | 4:02 |
| 12 | "Teardrops and Closed Caskets"        | QD III                   | - Intro: 2Pac - First verse: Outlawz - Chorus: Nate Dogg, Val Young - Second verse: Outlawz - Third verse: Outlawz | 5:05 |
| 13 | "Tattoo Tears"                        | Kurupt, E.D.I. Mean      | - Intro: 2Pac - First verse: 2Pac - Chorus: Outlawz - Second verse: Young Noble - Third verse: Napoleon - Fourth verse: Yaki Kadafi - Fifth verse: Kastro                                                                   | 5:02 |
| 14 | "U Can Be Touched"                    | Johnny J                 | - Intro: Napoleon - First verse: Napoleon - Chorus: 2Pac - Second verse: E.D.I. Mean - Third verse: Kastro - Fourth verse: Yaki Kadafi                                                                                      | 4:23 |
| 15 | "Y'all Don't Know Us"                 | Quimmy Quim & Reef       | - Intro: Young Noble - First verse: Young Noble - Chorus: Young Noble - Second verse: Napoleon - Third verse: E.D.I. Mean                                                                                                   | 4:55 |

## Charts
| Jaar | Album        | Hoogste positie | Hoogste positie        | Hoogste positie           |
| Jaar | Album        | Billboard 200   | Top R&B/Hip Hop Albums | Nederlandse Album Top 100 |
| 2000 | Still I Rise | 6               | 2                      | 24                        |